# Aruana
Aruana es un género de arañas araneomorfas de la familia Salticidae. Se encuentra en Nueva Guinea y las Islas Aru.   

## Lista de especies
Según The World Spider Catalog 12.5::
- Aruana silvicola Strand, 1911
- Aruana vanstraeleni (Roewer, 1938)